# Overborgmester
 Denne artikel omhandler overvejende eller alene danske forhold. Hjælp gerne med at gøre artiklen mere almen.
Overborgmester kendes i Danmark kun fra Københavns Kommune, hvor man har haft en sådan stilling siden 1938. Overborgmesteren i København er den øverste politiske chef, og er født formand for Borgerrepræsentationen og Økonomiudvalget.
Det fastslås i Styrelsesloven, at kommunens øverste politiske leder benævnes overborgmester, hvilket gør det muligt, at de politiske ledere af forvaltningsområderne benævnes borgmestre. 
Titlen overborgmester kendes også fra andre landes større byer; bl.a. Tyskland. 